# جورج سومنر بريدغز
جورج سومنر بريدغز (بالإنجليزية: George Sumner Bridges) هو عالم اجتماع أمريكي، ولد في 16 سبتمبر 1950.